# Anni 350 a.C.
Gli anni 350 a.C. sono il decennio che comprende gli anni dal 359 a.C. al 350 a.C. inclusi.

## Nati
- Cynane, nobile macedone antica († 323 a.C.)
- Filippo III Arrideo, sovrano macedone antico († 317 a.C.)357 a.C.
- Sosifane, poeta e drammaturgo greco antico († 313 a.C.)356 a.C.
- Alessandro Magno, condottiero e militare macedone antico († 323 a.C.)
- Leonnato, militare macedone antico († 322 a.C.)355 a.C.
- Ofella, militare macedone antico († 309 a.C.)354 a.C.
- Geronimo di Cardia, storico e militare greco antico († 250 a.C.)350 a.C.
- Appio Claudio Cieco, politico, letterato e militare romano († 271 a.C.)
- Cassandro, sovrano macedone antico († 297 a.C.)
- Democare, oratore ateniese († 280 a.C.)
- Dicearco, filosofo, geografo e cartografo siceliota († 290 a.C.)

## Morti
- Miltocite, nobile358 a.C.
- Alessandro di Fere, sovrano
- Artaserse II di Persia, re egizio (n. 452 a.C.)
- Bardylis, re (n. 448 a.C.)
- Coti I, sovrano
- Ostane, persiano357 a.C.
- Cabria, militare ateniese
- Timoteo di Mileto, poeta greco antico (n. 446 a.C.)356 a.C.
- Erostrato, criminale greco antico
- Filisto di Siracusa, storico e militare siceliota (n. 430 a.C.)355 a.C.
- Callistrato di Afidna, politico ateniese
- Demetrio, scultore greco antico (n. 425 a.C.)354 a.C.
- Dione di Siracusa, filosofo e politico siceliota (n. 408 a.C.)
- Filomelo, militare greco antico
- Ipparino Areteo, siceliota (n. 373 a.C.)
- Timoteo, ammiraglio ateniese353 a.C.
- Ificrate, generale ateniese (n. 418 a.C.)
- Mausolo, politico e sovrano greco antico
- Onomarco, militare greco antico352 a.C.
- Berisade, re
- Faillo, militare greco antico351 a.C.
- Ipparino, siceliota350 a.C.
- Artemisia II, sovrana greca antica